# ピエール1世・ド・クルトネー
ピエール・ド・フランス （Pierre de France）またはピエール1世・ド・クルトネー （Pierre Ier de Courtenay、1126年頃 - 1180年3月10日から1183年4月10日の間）は、フランス王子。クルトネー、モンタルジ、シャトー＝ルナール、シャンピニェル、タンレー、シャルニー、シャンテコックの領主。フランス王ルイ6世と王妃アデル・ド・サヴォワの六男で、クルトネー家の初代である。

## 生涯
1147年、彼は兄ルイ7世とロベールに同行して第2回十字軍に参加した。彼はラタキヤとダマスカスの包囲戦を含めた全ての戦いに参加している。十字軍の騎士の中には、未来の妻の父、ルノー・ド・クルトネーもいた。
ピエールの兄アンリとロベールはルイ7世の権威に反抗したが、ピエール自身は1149年から1150年まで忠実に王に従った。
ピエールは1179年に、シャンパーニュ伯アンリ1世、甥であるボーヴェ司教フィリップ・ド・ドルーとともに再び十字軍に参加し、聖地へ向かっている。ピエールの没年は1180年から1183年の間とされている。

## 子女
1150年より以前、クルトネー領主ルノーの娘エリザベートと結婚、以下の子女をもうけた。
- ピエール（1155年 - 1219年） - ラテン皇帝ボードゥアン1世の妹ヨランドと結婚、ラテン皇帝（在位：1216年 - 1217年）。
- 娘（1156/58年 - ?）
- アリックス（1160年 - 1218年） - ギヨーム・ド・ジョワニーと結婚。その後アングレーム伯エマール・タイユフェルと再婚し、イザベラ・オブ・アングレームの母となった。
- ウスタシー（1162年 - 1235年） - ギヨーム・ド・ブリエンヌと結婚。アカイア公ギヨーム1世と再婚。ギヨーム1世・ド・サンセールと再再婚。
- クレマンス
- ロベール（1168年 - 1239年）[4]  - シャンピニェル領主、孫アミシーはアルトワ伯ロベール2世と結婚した。
- フィリップ
- イザベル
- コンスタンス
- ギヨーム（1172年 - 1233/48年）